# Arkadiusz Żukowski
Arkadiusz Żukowski (ur. 22 kwietnia 1961) – polski politolog, profesor nauk humanistycznych, nauczyciel akademicki Uniwersytetu Warmińsko-Mazurskiego w Olsztynie, od 2016 prezes Zarządu Głównego Polskiego Towarzystwa Nauk Politycznych.

## Życiorys
W 1987 ukończył studia na Uniwersytecie Gdańskim. W 1992 uzyskał stopień naukowy doktora, w 2000 stopień doktora habilitowanego, a w 2009 nadano mu tytuł profesora nauk humanistycznych.
Został wykładowcą Wyższej Szkoły Pedagogicznej w Olsztynie, przekształconej w Uniwersytet Warmińsko-Mazurski. W 2002 objął stanowisko kierownika Zakładu 
Międzynarodowych Stosunków Politycznych, a następnie dyrektora Instytutu Nauk Politycznych Wydziału Nauk Społecznych UWM w Olsztynie.
W 2016 został prezesem Zarządu Głównego Polskiego Towarzystwa Nauk Politycznych.
W 2019 został członkiem Rady Doskonałości Naukowej I kadencji w dyscyplinie nauki o polityce i administracji.
Został członkiem Komitetu Nauk Politycznych PAN na kadencję 2020–2023.
W 2022 otrzymał Złoty Krzyż Zasługi.